# Communauté de communes de la région de Neuilly-l'Évêque
La communauté de communes de la Région de Neuilly-l'Évêque est une ancienne communauté de communes française, située dans le département de la Haute-Marne et la région Champagne-Ardenne.

## Historique
- Elle fusionne avec la Communauté de communes de l'Étoile de Langres pour former la Communauté de communes du Grand Langres avec date d'effet le 1er janvier 2013.

## Composition
Elle est composée des communes suivantes :
1. Andilly-en-Bassigny
2. Bannes
3. Bonnecourt
4. Changey
5. Charmes
6. Dampierre
7. Neuilly-l'Évêque
8. Orbigny-au-Mont
9. Orbigny-au-Val
10. Poiseul